# 泰赫爾戰鬥
泰赫爾戰鬥（Battle of Tigharghar）是一場發生於2013年3月12日的戰鬥，最終由查德軍獲勝。

## 概況
2013年3月12日的中午，當查德軍於英佛赫斯（Ifoghas）的山區對伊斯蘭份子進行掃蕩時，爆發了較為激烈的對抗，造成一名查德軍人和基地組織伊斯蘭馬格里布分支（AQIM）的六名份子陣亡。查德政府表示：「3月12日的15時，於軍隊掃蕩反抗份子時發生衝突...在英佛赫斯的山區...查德軍對於損失一名軍人和一名軍人受傷感到遺憾，另外六位伊斯蘭份子陣亡並有五位被俘虜。」陣亡的軍人被確認為二等兵Issakh Abdallah Adam，死於槍戰中。另一份聲明則指出，此次與查德軍對峙的對象是一個十五人團體，先前也攻擊過法軍。